# Afroscoparia australis
Afroscoparia australis là một loài bướm đêm trong họ Crambidae.